# 2427 Kobzar
2427 Kobzar eller 1976 YQ7 är en asteroid i huvudbältet som upptäcktes den 20 december 1976 av den rysk-sovjetiske astronomen Nikolaj Tjernych vid Krims astrofysiska observatorium på Krim. Den har fått sitt namn efter Taras Sjevtjenko..
Asteroiden har en diameter på ungefär 7 kilometer och den tillhör asteroidgruppen Merxia.